# باشگاه فوتبال فروم تاون
باشگاه فوتبال فروم تاون (به انگلیسی: Frome Town Football Club) یک باشگاه فوتبال در شهر فروم، انگلستان، کشور انگلستان است که در سال ۱۹۰۴ میلادی تأسیس شده‌است.